# Happy Christmas John
Happy Christmas John è un singolo del gruppo musicale italiano Thegiornalisti, pubblicato il 5 dicembre 2017.

## Tracce
1. Happy Christmas John – 4:00 (Tommaso Paradiso)